# Symplocos golondrinae
Symplocos golondrinae är en tvåhjärtbladig växtart som beskrevs av B. Ståhl. Symplocos golondrinae ingår i släktet Symplocos och familjen Symplocaceae. Inga underarter finns listade i Catalogue of Life.